# 神谷健太
神谷 健太（かみや けんた、1995年5月27日 - ）は、日本のダンサー。THE RAMPAGE from EXILE TRIBE、MA55IVE THE RAMPAGEのメンバー。
沖縄県那覇市出身。LDH JAPAN所属。

## 略歴
EXPG沖縄校出身。
2014年、「EXILE PERFORMER BATTLE AUDITION」の合宿審査で落選するも、THE RAMPAGEの候補メンバーに選出される。同年9月12日、同グループの正式メンバーとなる。
2020年、THE RAMPAGEの派生ユニットMA55IVE THE RAMPAGEとしても始動。

## 人物
- メンバーの与那嶺瑠唯は小学生時代からの幼馴染で、ともにEXPG沖縄校に通っていたこともあり、「ハイサイコンビ」と呼ばれている[1]。

## 出演

### 映画
- 琉球カウボーイ、よろしくゴザイマス。（2007年）
- ニライの丘 〜A Song of Gondola〜（2010年） - 主演・ 桑江良 役

### テレビドラマ
- オキナワノコワイハナシ 第2話『屋敷神』（2013年、琉球放送）
- 3Bの恋人（2021年1月 - 3月、朝日放送テレビ） - ユウ（雨宮悠宇）役[5]
- あざといタイプAtoZ（2023年4月、テレビ朝日）[6]

### 配信番組
- 格闘DREAMERS（2021年3月 - 5月、ABEMA） - ナビゲーター兼サポーター[7]

### テレビ番組
- THE RAMPinGOOD（2023年10月 - 2024年3月、名古屋テレビ）[8][9]
  - THE RAMPinGOOD SEASON2（2025年1月 - 3月）[10]

### ミュージックビデオ
- GENERATIONS from EXILE TRIBE「AGEHA」（2016年）[11]
- iScream「つつみ込むように…」-TRIBE WITH THE RHYTHM Ver.-（2022年）[12]

## ライブ

### 参加
- EXILE LIVE TOUR 2025 "WHAT IS EXILE"（2025年5月30日 - 5月31日）

## 書籍
- THE RAMPAGE うちなーぐちかるた ハイサイコンビの想い出ガイドブック付き（2024年8月20日、幻冬舎）[1]